# Bucculatrix pertenuis
Bucculatrix pertenuis är en fjärilsart som beskrevs av Braun 1918. Bucculatrix pertenuis ingår i släktet Bucculatrix och familjen kronmalar. Inga underarter finns listade i Catalogue of Life.